# Артуро Ріпштейн
Артуро Ріпштейн Розен (ісп. Arturo Ripstein Rosen; нар. 13 грудня 1943, Мехіко) — мексиканський режисер, сценарист та продюсер.

## Життєпис
Народився 13 грудня 1943 року у Мехіко в єврейській родині. Батько — кінопродюсер Альфредо Ріпштейн (1916—2007). Сестра — акторка Даніела Розен (1946—2013). 1962 року працював асистентом режисера на зйомках фільму «Ангел-винищувач» Луїса Бунюеля, якого називає своїм вчителем. 1965 року, у 22-річному віці, зняв свій перший фільм — вестерн «Час помирати» за сценарієм Карлоса Фуентеса і Габріеля Гарсії Маркеса, продюсером якого виступив його батько.
1969 року створив фільм «Спогади про майбутнє» за однойменним романом Елени Гарро. Першим справжнім успіхом стала кінодрама «Замок чистоти» 1973 року, яка отримала десять номінацій на премію Арієль і перемогла у п'яти з них, в тому числі й у категорії Найкращий фільм. Наступного року його драматичний фільм «Священна служба» був включений до офіційної конкурсної програми Каннського кінофестивалю 1974 року. 1976 року виступив режисером трилеру «Фокстрот», головні ролі у якому виконали Пітер О'Тул, Шарлотта Ремплінг та Макс фон Сюдов.
1978 року створив фільм «Місце без обмежень» за однойменним романом Хосе Доносо. Наступного року його стрічка «Довічне ув'язнення» за сюжетом Луїса Споти принесла йому премію Арієль у категоріях Найкращій фільм та Найкращий режисер. 1987 року його фільм «Імперія долі» за романом «Золотий півень» Хуана Рульфо також приніс йому цю премію у цих же категоріях. Крім того, створив низку теленовел для компанії Televisa, в тому числі «Солодкий виклик» (1988), «Просто Марія» (1989), «Посмішка диявола» (1992) та п'ять епізодів телешоу Сільвії Піналь «Жінка, випадки з реального життя». 1994 року його фільм «Королева ночі», головну роль в якому виконала Патрисія Реєс Спіндола, був представлений в офіційній конкурсній програмі Каннського кінофестивалю. 1996 року його кримінальну драму «Криваво-червоний» було номіновано на премію Золотий лев Венеційського кінофестивалю.
1997 року став лауреатом мексиканської Національної премії у галузі мистецтва і науки (другий режисер після Бунюеля, удостоєний цієї нагороди).
1999 року створив фільм «Полковнику ніхто не пише» за однойменним твором Гарсії Маркеса. Стрічка брала участь в основній конкурсній програмі Каннського кінофестивалю.
2003 року разом з дружиною отримав іспанське громадянство.
2014 року удостоєний звання доктора honoris causa Університету Вальпараїсо (Чилі). Того ж року нагороджений почесною премією Золотий Арієль за кар'єрні досягнення.

## Особисте життя
Дружина — Пас Алісія Гарсіядієго, сценаристка. У пари народилися двоє синів — Алехандро Ріпштейн, кіноредактор і продюсер, та Габріель Ріпштейн (1972), режисер і продюсер.

## Фільмографія

### Режисер
Фільми
- 1966 — Час помирати (ісп. Tiempo de morir).
- 1967 — Небезпечна гра (ісп. Juego peligroso), сегмент «HO».
- 1969 — Спогади про майбутнє (ісп. Los recuerdos del porvenir), також автор сценарію.
- 1969 — Дитяча година (ісп. La hora de los niños), також автор сценарію та продюсер.
- 1970 — Краса (короткометражний) (ісп. La belleza).
- 1970 — Екзорцисти (короткометражний) (ісп. Exorcismos), також автор сценарію та продюсер.
- 1970 — Злочин (короткометражний) (ісп. Crimen).
- 1970 — Автобіографія (короткометражний) (ісп. Autobiografia).
- 1973 — Замок чистоти (ісп. El castillo de la pureza), також автор сценарію.
- 1971 — Потерпілий кораблетрощу з вулиці Провидіння (документальний) (ісп. El náufrago de la calle Providencia).
- 1974 — Інші діти (документальний) (ісп. Los otros niños).
- 1974 — Священна служба (ісп. El santo oficio), також автор сценарію.
- 1975 — Три питання до Чавеса (документальний, короткометражний) (ісп. Tres preguntas a Chavez).
- 1975 — Тривалість (документальний, короткометражний) (ісп. Tiempo de correr).
- 1975 — Математика (документальний, короткометражний) (ісп. Matématicas), також автор сценарію.
- 1975 — Іспанська (документальний, короткометражний) (ісп. Español), також автор сценарію.
- 1975 — Соціальні науки (ісп. Ciencias sociales), також автор сценарію.
- 1975 — Природні науки (ісп. Ciencias naturales), також автор сценарію.
- 1976 — Фокстрот (англ. Foxtrot), також автор сценарію.
- 1976 — П'яний (документальний, короткометражний) (ісп. El borracho).
- 1977 — Лекумберрі (документальний) (ісп. Lecumberri), також автор сценарію.
- 1977 — Чорна вдова (ісп. La viuda negra).
- 1978 — Місце без обмежень (ісп. El lugar sin límites), також автор сценарію.
- 1979 — Довічне ув'язнення (англ. Cadena perpetua), також автор сценарію.
- 1979 — Нелегальна (ісп. La ilegal).
- 1980 — Тітка Алехандра (ісп. Tía Alejandra).
- 1981 — Спокуса (ісп. La seduccíon), також автор сценарію.
- 1981 — Слід смерті (ісп. Rastro de muerte), також автор сценарію.
- 1984 — Інший (ісп. El otro), також автор сценарію.
- 1984 — Все як в аптеці (короткометражний) (ісп. De todo como en botica).
- 1984 — Із фактами не посперечаєшся (документальний, короткометражний) (ісп. Contra hechos no hay palabras).
- 1986 — Імперія долі (ісп. El imperio de la fortuna).
- 1989 — Втішна брехня (ісп. Mentiras piadosas).
- 1991 — Жінка з порту (ісп. La mujer del puerto).
- 1993 — Початок і кінець (ісп. Principio y fin), також продюсер.
- 1994 — Королева ночі (ісп. La reina de la noche).
- 1996 — Криваво-червоний (ісп. Profundo carmesí).
- 1998 — Євангеліє чудес (ісп. El Evangelio de las Maravillas).
- 1999 — Полковнику ніхто не пише (ісп. El coronel no tiene quien le escriba).
- 2000 — Таке життя (ісп. Así es la vida).
- 2000 — Біда всіх чоловіків (ісп. La perdición de los hombres).
- 2001 — Хуан Соріано: Fecit dixit (документальний) (ісп. Juan Soriano: Fecit dixit), також автор сценарію.
- 2002 — Порочний незайманий (ісп. La virgen de la lujuria).
- 2004 — Моя велика ніч (короткометражний) (ісп. Mi gran noche), також автор сценарію.
- 2005 — Герої і час (документальний) (ісп. Los héroes y el tiempo).
- 2005 — Один день з життя двох ресторанів (документальний телефільм) (ісп. Un día en la vida de dos restaurantes).
- 2006 — Карнавал в Содомі (ісп. El carnaval de Sodoma).
- 2011 — Причини серця (ісп. Las razones del corazón).
- 2015 — Холодна вулиця (ісп. La calle de la amargura), також продюсер.
- 2019 — Диявол між ногами (ісп. El diablo entre las piernas).

Телесеріали
- 1982 — Давайте навчатися разом (ісп. Aprendamos juntos), спільно з Серхіо Ольховичем.
- 1988—1989 — Солодкий виклик (ісп. Dulce desafío).
- 1989—1990 — Просто Марія (ісп. Simplemente María), спільно з Беатріс Шерідан.
- 1992 — Трикутник (ісп. Triángulo).
- 1992 — Посмішка диявола (ісп. La sonrisa del diablo).
- 1993—1997 — Жінка, випадки з реального життя (ісп. Mujer, casos de la vida real), 5 епізодів.
- 2007 — Чисте кохання (ісп. Destilando amor)
- 2016—2018 — Забуті майстри: Ремесла, що зникають (документальний) (ісп. Maestros Olvidados, oficios que sobreviven), 4 епізоди.
- 2017 — Нічні сови: Історія однієї ночі (документальний) (ісп. Noctámbulos, historia de una noche), 1 епізод.

Помічник режисера
- 1962 — Ангел-винищувач (ісп. El ángel exterminador).

### Актор
| Рік  |     | Українська назва             | Оригінальна назва           | Роль                   |
| ---- | --- | ---------------------------- | --------------------------- | ---------------------- |
| 1963 | ф   | Скажи їй, що я кохаю її      | Dile que la quiero          | -                      |
| 1964 | ф   | Наречені моїх дочок          | Los novios de mis hijas     | Рауль                  |
| 1967 | ф   | Смерть пунктуальна           | La muerte es puntual        | епізод                 |
| 1967 | ф   | Шлях жахів                   | El camino de los espantos   | син Матильди і Серапіо |
| 1969 | ф   | Спогади про майбутнє         | Los recuerdos del porvenir  | епізод                 |
| 1977 | ф   | Воєнний заколот              | Cuartelazo                  | посол                  |
| 1979 | ф   | Адріана дель Ріо, акторка    | Adriana del Rio, actriz     | -                      |
| 1981 | ф   | Слід смерті                  | Rastro de muerte            | епізод                 |
| 1985 | кф  | Африканський коханець        | El amante africano          | -                      |
| 1999 | док | Куросава: Останній імператор | Kurosawa: The Last Emperor  | у ролі самого себе     |
| 2000 | док | Доречі, про Бунюеля          | A propósito de Buñuel       | у ролі самого себе     |
| 2001 | док | Хуан Соріано: Fecit dexit    | Juan Soriano: Fecit dexit   | оповідач               |
| 2015 | ф   | Інтернет-наркоман            | Internet Junkie             | Роберто                |
| 2016 | ф   | Королева Іспанії             | La reina de España          | Сем Шпігельман         |
| 2018 | с   | Дивний ворог                 | Un extraño enemigo          | Ейвері Брандедж        |
| 2020 | кф  | Пам'ять про мій виступ       | Recuerdo de mi presentación | священник              |
| 2024 | ф   | Ми будемо гратися у лісі     | Jugaremos en el bosque      | дон Франсіско          |

## Нагороди та номінації
Арієль
- 1973 — Найкращий фільм (Замок чистоти).
- 1973 — Номінація на найкращого режисера (Замок чистоти).
- 1973 — Найкращий сценарій (Замок чистоти).
- 1973 — Номінація на найкращий оригінальний сюжет (Замок чистоти).
- 1975 — Номінація на найкращий сценарій (Священна служба).
- 1976 — Найкращий документальний короткометражний фільм (Тривалість).
- 1978 — Номінація на найкращий фільм (Місце без обмежень).
- 1978 — Номінація на найкращого режисера (Місце без обмежень).
- 1978 — Номінація на найкращий сценарій (Місце без обмежень).
- 1979 — Найкращий фільм (Довічне ув'язнення).
- 1979 — Найкращий режисер (Довічне ув'язнення).
- 1979 — Номінація на найкращий сценарій (Довічне ув'язнення).
- 1984 — Номінація на найкращий фільм (Чорна вдова).
- 1984 — Номінація на найкращого режисера (Чорна вдова).
- 1987 — Найкращий фільм (Імперія долі).
- 1987 — Найкращий режисер (Імперія долі).
- 1994 — Найкращий фільм (Початок і кінець).
- 1996 — Номінація на найкращий фільм (Королева ночі).
- 1996 — Номінація на найкращий фільм (Криваво-червоний).
- 1999 — Номінація на найкращого режисера (Євангеліє чудес).
- 2014 — Золотий Арієль за кар'єрні досягнення.
- 2022 — Номінація на найкращого режисера (Диявол між ногами).

ACE Awards
- 1979 — Найкращий режисер (Місце без обмежень).
- 1998 — Найкращий режисер (Криваво-червоний).

Каннський кінофестиваль
- 1974 — Номінація на Золоту пальмову гілку (Священна служба).
- 1994 — Номінація на Золоту пальмову гілку (Королева ночі).
- 1998 — Номінація на премію Особливий погляд (Євангеліє чудес).
- 1999 — Номінація на Золоту пальмову гілку (Полковнику ніхто не пише).
- 2000 — Номінація на премію Особливий погляд (Таке життя).

Міжнародний кінофестиваль у Сан-Себастьяні
- 1978 — Спеціальний приз журі (Місце без обмежень).
- 1993 — Золота мушля (Початок і кінець).
- 2000 — Золота мушля (Біда всіх чоловіків).
- 2000 — Приз ФІПРЕССІ (Біда всіх чоловіків).

Венеційський кінофестиваль
- 1996 — Номінація на Золотого лева (Криваво-червоний).
- 2002 — Премія Сан-Марко: Спеціальне згадування (Порочний незайманий).
- 2015 — Номінація на премію Квір-лев (Холодна вулиця).

Гаванський фестиваль нового латиноамериканського кіно
- 1994 — Премія Великий корал (Початок і кінець).
- 1994 — Приз ФІПРЕССІ (Початок і кінець).
- 1996 — Премія Великий корал (Криваво-червоний).
- 1996 — Найкращий режисер (Криваво-червоний).
- 2000 — Приз ФІПРЕССІ (Таке життя).
- 2000 — Спеціальний приз журі (Таке життя).

Міжнародний кінофестиваль у Ріо-де-Жанейро
- 2002 — Приз ФІПРЕССІ за найкращий латиноамериканський фільм (Порочний незайманий).

Московський міжнародний кінофестиваль
- 1981 — Номінація на Золотий приз (Спокуса).
- 1989 — Номінація на Золотого Святого Георгія (Втішна брехня).

Міжнародний кінофестиваль у Сан-Франциско
- 1999 — Премія Акіро Куросави.

Кінофестиваль у Малазі
- 2020 — Номінація на Золоту біснагу за найкращий ібероамериканський фільм (Диявол між ногами).
- 2020 — Срібна біснага найкращому режисерові (Диявол між ногами).

Міжнародний кінофестиваль у Гвадалахарі
- 1994 — Приз ФІПРЕССІ (Початок і кінець).
- 1994 — Премія DICINE (Початок і кінець).
- 1995 — Приз ФІПРЕССІ (Жінка з порту).
- 1995 — Премія DICINE (Жінка з порту).
- 1999 — Премія Маяуель за найкращий фільм — міжнародне журі (Євангеліє чудес).

Кінофестиваль Грамаду
- 2002 — Премія Золотий Кікіто за найкращий фільм (Біда всіх чоловіків).
- 2002 — Премія Золотий Кікіто найкращому режисерові (Біда всіх чоловіків).